# Jens Christian Fodstad
Pour les articles homonymes, voir Fodstad.
Jens Christian Fodstad, né en 1969, est un monteur norvégien.
Il a monté nombre de films et de séries télévisées norvégiennes et a remporté trois prix Kanon (no) et trois prix Amanda dans la catégorie du meilleur montage, notamment pour les films Blind et Barn,,,,.

## Filmographie partielle

### Au cinéma
- 2000 :  De 7 dødssyndene
- 2000 :  Hovmod  (court métrage)
- 2001 : Neon  (court métrage)
- 2002 :  Que será, será  (court métrage)
- 2002 :  Dim Sum (A Little Bit of Heart)  (court métrage)
- 2002 :  Ready  (court métrage)
- 2003 : Xercise  (court métrage)
- 2003 :  Plassmangel  (court métrage)
- 2004 :  A Man of No Importance  (court métrage)
- 2004 : Rolle  (court métrage)
- 2006 :  Lange flate ballær
- 2007 :  Brakkvann  (court métrage)
- 2008 :  Lange flate ballær II
- 2008 : XY  (court métrage)
- 2009 :  Svin  (court métrage)
- 2010 :  Un chic type
- 2010 : Limbo
- 2011 :  Umeå4ever
- 2012 :  Som du ser meg
- 2014 :  Blind: Un rêve éveillé
- 2014 :  Refroidis
- 2014 :  Capitaine Dent de Sabre : Le Trésor de Lama Rama
- 2015 :  Kvinner i for store herreskjorter
- 2016 :  Vi kan ikke hjelpe alle  (court métrage)
- 2017 :  Le 12e Homme
- 2019 :  L'Été où mon père disparut (Ut og stjæle hester)
- 2019 :  Barn
- 2020 :  Lyset fra sjokoladefabrikken
- 2021 :  Stol på meg
- 2021 : The Innocents d'Eskil Vogt
- 2021 : Trois Vœux pour Cendrillon
- 2022 :  Så jävla easy going
- 2022 :  XII bragder
- 2022 :  Titina
- 2024 : Sex de Dag Johan Haugerud
- Drømmer (Sex Drømmer Kjærlighet)  (en cours de production)
- 2024 : Kjærlighet (Sex Drømmer Kjærlighet) de Dag Johan Haugerud

### À la télévision
- 2003 :  Stan Tracey: The Godfather of British Jazz  (téléfilm)
- 2004 :  Urban Soul: The Making of Modern R&B  (téléfilm)
- 2005 : Ran  (mini-série télévisée, 4 épisodes)
- 2005 :  Alt for Norge  (mini-série télévisée)
- 2011 :  Koselig med peis  (mini-série télévisée, 3 épisodes)
- 2012 :  NAV  (série télévisée)
- 2015-2017 :  Occupied  (série télévisée, 4 épisodes)
- 2018 : Thieves  (série télévisée, 4 épisodes)
- 2022 : Fenris  (série télévisée, 6 épisodes)
- 2022 :  Kuppel 16  (série télévisée, 10 épisodes)

## Récompenses, nominations et distinctions
Toutes les catégories de prix sont celles du meilleur montage, sauf indication contraire
- Nommé pour le prix Amanda 2010 pour Un chic type
- Nommé au prix Kanon (no) 2010 pour Un chic type
- Nommé pour le Gullruten 2011 pour Koselig med peis (no)
- Nommé pour le prix Amanda 2011 pour Limbo
- Prix Kanon (no) 2012 pour Som du ser meg
- Prix Amanda 2014 pour Blind
- Prix Kanon 2014 pour Blind
- Nommé pour le prix Amanda 2019 pour L'Été où mon père disparut (avec Nicolaj Monberg)
- Prix Kanon 2019 pour Barn
- Prix Amanda 2020 pour Barn
- Prix Amanda 2022 pour The Innocents[7]

- (en) Jens Christian Fodstad: Awards, sur l'Internet Movie Database